# Leidalmbach
Der Leidalmbach (auch Haitzingbach, Heitzingbach, Laidalpbach, Laydalpbach, Laydalpsbach und Lendalpenbach) ist ein linker Nebenbach der Gasteiner Ache in der Marktgemeinde Bad Hofgastein im österreichischen Bundesland Salzburg.

## Geografie
Der Leidalmbach entspringt auf einer Höhe von 2012 m ü. A. an den Berghängen des Kirchleitenkogels in der Goldberggruppe. Er weist eine Gesamtlänge von 5,2 km auf. Sein Einzugsgebiet ist 8,7 km² groß. Der Bach verläuft grob von Südwesten nach Nordosten. Er führt zunächst über die namensgebende Leidalm. Es handelt sich um einen von den Bergen Hundskopf und Türchlwand begrenzten Talboden. Der Bach ist bis zu 30 m tief in einen Bergsturz der Türchlwand eingegraben. Der Bergsturz besteht aus feinblättrigem Ton- und Grünschiefer, in den große Felsblöcke mit einem Durchmesser von 4 bis 6 m eingebettet sind. Der Fernwanderweg Salzburger Almenweg führt entlang des oberen Abschnitts des Bachs und quert ihn dabei mehrmals.

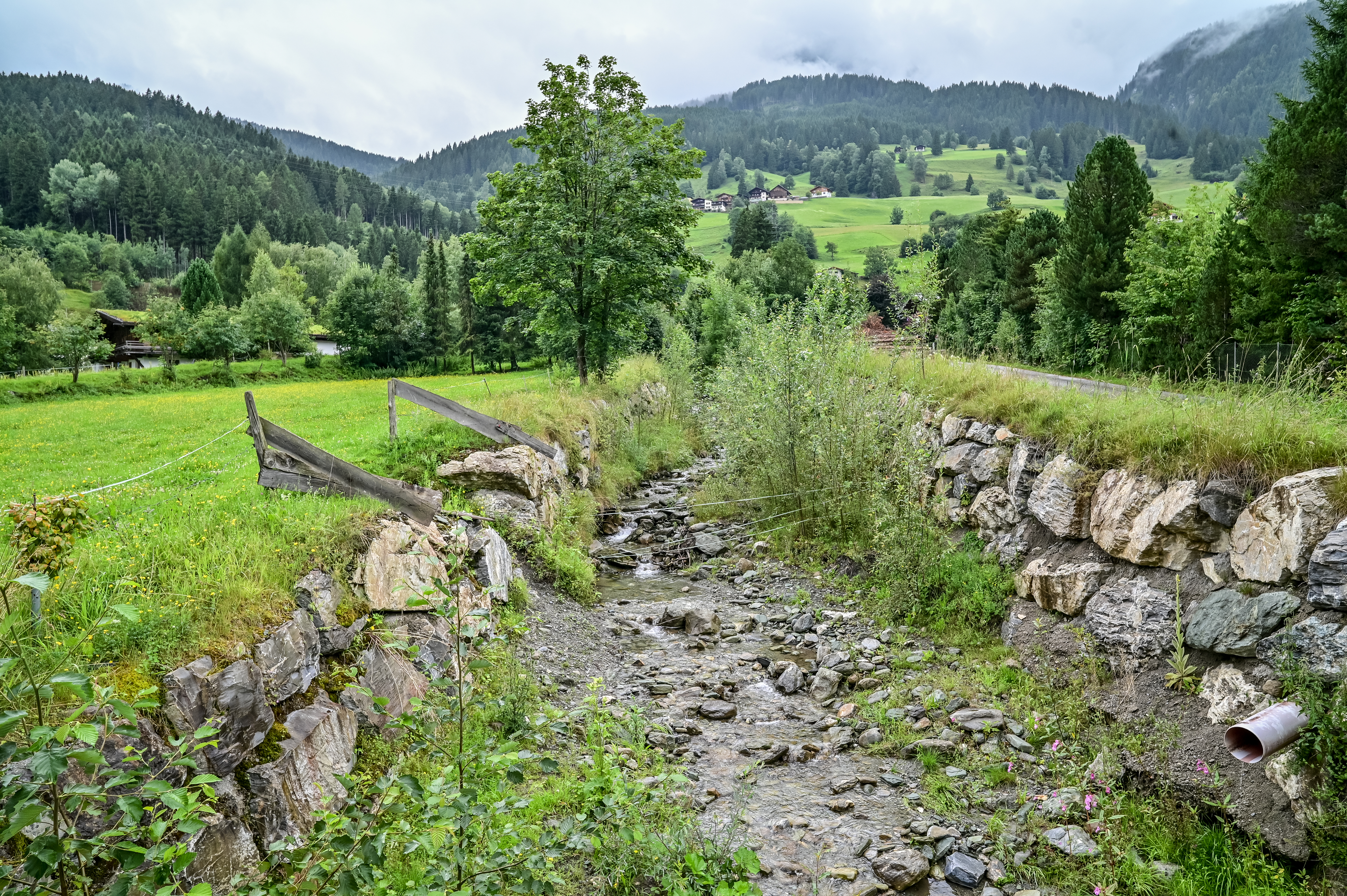
Der Leidalmbach bei Haitzing

Weiter unten kreuzt die Bahnstrecke der Tauernbahn den Leidalmbach über das Leidalp-Viadukt. Im Talboden des Gasteinertals fließt der Bach zwischen den Rotten Wieden im Norden und Haitzing im Süden. Er mündet schließlich auf einer Höhe von 834 m ü. A. linksseitig in die Gasteiner Ache.

## Geschichte
Im Jahr 1890 wurden durch starke Regenfälle Felsblöcke aus dem Bergsturz der Türchlwand ausgewaschen und versperrten dem Leidalmbach den Lauf. Daraus löste sich eine riesige Mure mit geschätzt 100.000 m3 Material, die im Gasteinertal niederging. Sie umfasste Felsblöcke mit einer Größe von 30 bis 100 m3. Feinkörnige Serpentinblöcke wurden später gespalten und zur Verarbeitung von Bildhauern in die Stadt Salzburg gebracht. Über die Mure von 1890 wuchs im Lauf der Jahre ein dichter Bestand von Erlen.
Ein schweres Gewitter im Hochgebirge am 30. Juni 1891 führte zu einem verheerenden Hochwasser des Leidalmbachs, das unter anderem die Güter Ober- und Unterhaitzing schwer in Mitleidenschaft zog und zehn Hausmühlen zerstörte. Anlässlich der Errichtung der Tauernbahn von 1901 bis 1905 wurde der Bachverlauf kostspielig korrigiert. Am 11. August 1933 traten der Leidalmbach, der Gadauner Bach, der Harbach und der Hundsdorfer Bach über die Ufer und vermurten weiträumig Felder. Der Gesamtschaden von etwa 70 Besitzern belief sich auf rund 120.000 Schilling.

## Umwelt
Zwischen der Brandner-Hochalm und der Fundner-Heimalm fließt der Bach durch die Rotwild-Ruhezone Wieden Leidalm, die von 1. November bis 31. Mai nicht betreten werden darf. Bei einer Erhebung der Vogelarten des Gasteinertals in den 1980er Jahren wurden am unteren Abschnitt des Leidalmbachs die Wacholderdrossel (Turdus pilaris) und die Wasseramsel (Cinclus cinclus) als Brutvögel beobachtet.